# Дарфалу, Усама
Усама Дарфалу (араб. أسامة درفلو‎; 29 сентября 1993, Менаа, вилайет Батна, Алжир) — алжирский футболист, нападающий клуба «Белуиздад». Выступал за сборную Алжира.
Старший брат полузащитника Мохамеда Дарфалу.

## Клубная карьера
Усама Дарфалу начинал свою профессиональную карьеру футболиста в алжирском клуба «РК Арба». 16 августа 2014 года он дебютировал в алжирской Лиге 1, выйдя в основном составе в гостевом поединке против команды «УСМ Эль Хараш». В этой же игре он забил свой первый мяч на высшем уровне, ставший единственным и победным в этой встрече. Всего же он отметился 12 голами в дебютном для себя сезоне в алжирской Лиге 1. Летом 2016 года он перешёл в «УСМ Алжир», первоначально выступая на правах аренды. 12 марта 2016 Дарфалу забил свой первый гол за новую команду в чемпионате, положив начало разгрому его бывшей команды «РК Арба». В сезоне 2017/2018 стал лучшим бомбардиром чемпионата (18 мячей).
Летом 2018 года перешёл в нидерландский «Витесс» В январе 2022 года был отдан в аренду ПЕК Зволле до конца сезона.

## Карьера в сборной
Усама Дарфалу входил в состав молодёжной сборной Алжира, занявшей второе место на Чемпионате Африки среди молодёжных команд 2015 года в Сенегале, проведя все пять матчей своей команды на турнире. В полуфинале он открыл счёт в поединке с молодёжной сборной ЮАР. В октябре 2015 года форвард стал победителем футбольного турнира Всемирных военных игр в Мунгёне, забив 2 гола в финале против сборной Омана (победа 2:0, мячи забиты в овертайме).
Усама Дарфалу был включён в состав олимпийской сборной Алжира, игравшей на футбольном турнире Олимпийских игр 2016 года в Рио-де-Жанейро. На этом соревновании он провёл все три матча своей команды: против олимпийских сборных Гондураса, Аргентины и Португалии.